# Serazereux
Serazereux település Franciaországban, Eure-et-Loir megyében. Lakosainak száma 538 fő (2022. január 1.). Serazereux Châteauneuf-en-Thymerais, Tremblay-les-Villages, Le Boullay-Thierry és Ormoy községekkel határos.

## Népesség
A település népessége az elmúlt években az alábbi módon változott:
| Lakosok száma | 271  | 298  | 421  | 472  | 578  | 572  | 546  | 538  | 541  | 538  |
|               | 1968 | 1982 | 1990 | 2006 | 2013 | 2015 | 2017 | 2019 | 2020 | 2022 |